# Даница Грујичић
Даница Грујичић (Титово Ужице, 30. август 1959) јесте српска лекарка, специјалисткиња неурохирургије и политичарка. Директорка је Института за радиологију и онкологију Србије, продеканка Медицинског факултета у Београду и председница хуманитарне организације „Здрава Србија”.

## Биографија
Рођена је у Ужицу 1959. као јединица. Отац је по потреби посла отишао у Русију, па је средњу школу завршила у Москви. Студије медицине је почела у Москви, а завршила у Београду са просечном оценом 9,60.
Магистрирала је 1987, а докторирала 1996. године на Медицинском факултету у Београду. Запослена је на Институту за неурохирургију Клиничког центра Србије од 1984. године, где је од 2007. начелница Одељења за неуроонкологију. Упоредо са клиничком праксом ангажована је као професор на Медицинском факултету Универзитета у Београду. Изабрана је за асистенткињу 1992, доценткињу 1998, а од 2009. године је редовна професорка.
Објавила је као ауторка или коауторка више од 250 научних радова, поглавља у књигама и монографија. Чланица је Удружења неурохирурга Србије, Српског лекарског друштва и Европске асоцијације неурохируршких друштава.
У политичкој каријери изабрана је септембра 2011. за потпредседницу Социјалдемократског савеза. Као њихова представница учествовала је на председничким изборима 6. маја 2012. године као једна од дванаест председничких кандидата, међу којима је била једна од две жене. Освојила је 0,78% гласова.

## Политика
Променила је неколико политичких странака. Од 2004. до 2011. године била је у Демократској странци, а потом у Социјалдемократском савезу. Учествовала је на изборима за председника Србије 2012. и освојила 0.78 одсто гласова. Крајем 2021. и почетком 2022. потврдиле су се тачне спекулације да ће Грујичић бити на изборној листи за парламентарне изборе у име Српске напредне странке. Касније је потврђено да ће она бити прва на тој листи Заједно можемо све.

## Контроверзе
Године 2013. њена пацијенткиња умире, а она је оптужена да је починила кривично дело за несавесно пружање лекарске помоћи са смртним исходом. Суђење траје више од девет година. „Почетком 2013. године, окривљена др Даница Грујичић је извела операцију која је довела до тровања пацијента бактеријом Clostridium Difficile, а што је касније довело до сепсе и смрти пацијенткиње Д. М. Као посебна радња извршења овог кривичног дела, предвиђено је и непримењивање одговарајућих хигијенских мера, што се и десило у овом случају.”

## Награде и признања

### Одликовања
- Орден Карађорђеве звезде другог степена (11.11.2020)[7]
- Орден заставе Републике Српске са сребрним вијенцем[8]

### Друге награде
- 2020: Награда Браћа Карић